# Petropavlivka, Horodîșce
Petropavlivka (în ucraineană Петропавлівка) este o comună în raionul Horodîșce, regiunea Cerkasî, Ucraina, formată numai din satul de reședință.

## Demografie
Componența lingvistică a comunei Petropavlivka
     Ucraineană (98,69%)
     Rusă (1,06%)
     Alte limbi (0,16%)
Conform recensământului din 2001, majoritatea populației comunei Petropavlivka era vorbitoare de ucraineană (98,69%), existând în minoritate și vorbitori de rusă (1,06%).